# Panmure Island Provincial Park
Panmure Island Provincial Park är en park i Kanada.   Den ligger i provinsen Prince Edward Island, i den östra delen av landet, 1 000 km öster om huvudstaden Ottawa.
Terrängen runt Panmure Island Provincial Park är mycket platt. Havet är nära Panmure Island Provincial Park åt nordost. Trakten är glest befolkad. Närmaste större samhälle är Montague, 14,6 km väster om Panmure Island Provincial Park. 
I omgivningarna runt Panmure Island Provincial Park växer i huvudsak blandskog.